# Бывшие посёлки городского типа Якутии
Бывшие посёлки городского типа Якутии — посёлки городского типа (рабочие и дачные), потерявшие этот статус в связи с административно-территориальными преобразованиями.

## Б
- Батылинский — пгт с 1940 года[1]. Преобразован в сельский населённый пункт в 1950-е годы.
- Бестях — пгт с 1961 года. Преобразован в сельский населённый пункт в 1999 году[2].
- Большой Нимныр — пгт с 1973 года. Преобразован в сельский населённый пункт в 2005 году[2].
- Бриндакит — пгт с 1947 года. Упразднён в 2008 году.
- Бурхалинский — пгт с 1940 года. Преобразован в сельский населённый пункт в 1950-е годы.
- Быковский — пгт с 1943 года. Преобразован в сельский населённый пункт в 1999 году[2].

## В
- Власово — пгт с 1973 года. Упразднён в 1998 году.
- Второй Орочен — пгт с 1932 года. До 1938 года назывался Средне-Серебровск. Упразднён в 1956 году.

## Д
- Джеконда — пгт с 1932 года. Преобразован в сельский населённый пункт в 1960-е годы.
- Дружина — преобразован в сельский населённый пункт в 1975 году.

## Е
- Евканджинский — пгт с 1940 года. Преобразован в сельский населённый пункт в 1950-е годы.

## З
- Заречный — преобразован в сельский населённый пункт в 2007 году[2].

## К
- Кабактан — пгт с 1939 года, упразднён в 1947 году.
- Кангалассы — пгт с 1957 года. Включён в состав города Якутск в 2004 году[2].
- Канкунский — пгт с 1950 года. Упразднён в 2001 году.
- Кулар — пгт с 1965 года. Упразднён в 1998 году.
- Кыл-Бастах — пгт с 1991 года. Включён в состав города Покровск в 1997 году[2].

## Л
- Лазо — пгт с 1977 года. Упразднён в 2001 году[2].

## М
- Маган — пгт с 1978 года. Преобразован в сельский населённый пункт в 2004 году[2].
- Марха — пгт с 1969 года. Включён в состав города Якутск в 2004 году[2].
- Минорский — пгт с 1940 года. Упразднён в 1947 году.
- Мирный — преобразован в город в 1959 году.
- Мухтуя — пгт с 1957 года. Преобразован в город Ленск в 1963 году.

## Н
- Нагорный — пгт с 1941 года. Упразднён в 2019 году.
- Нелькан — пгт с 1964 года. Упразднён в 2008 году.
- Нерюнгри — пгт с 1971 года. Преобразован в город в 1975 году.
- Нимнырский — преобразован в сельский населённый пункт в 1973 году.
- Нюрба — пгт с 1958 года. Преобразован в город в 1997 году.

## О
- Огонёк — преобразован в сельский населённый пункт в 1972 году.
- Ольчан — пгт с 1977 года. Преобразован в сельский населённый пункт в 2001 году.
- Орочен — пгт с 1932 года. Преобразован в сельский населённый пункт в 1969 году.

## П
- Покровск — пгт с 1941 года. Преобразован в город в 1997 году.
- Предпорожный — пгт с 1961 года. Упразднён в 2008 году.

## С
- Сарылах — пгт с 1979 года. Преобразован в сельский населённый пункт в 2001 году.
- Северный — пгт с 1979 года. Упразднён в 2005 году.
- Селигдар — пгт с 193? года. Упразднён в 1950-х годах.
- Спокойный — пгт с 1942 года. Упразднён в 1956 году.

## Т
- Табага — пгт с 1986 года. Преобразован в сельский населённый пункт в 2004 году[2].
- Тенкели — пгт с 1973 года. Упразднён в 1998 году.
- Тит-Ары — пгт с 1943 года. Преобразован в сельский населённый пункт в 1966 году.
- Трофимовск — пгт с 1943 года. Преобразован в сельский населённый пункт в 1950-е годы.

## У
- Удачный — пгт с 1968 года. Преобразован в город в 1987 году.
- Усмун — упразднён в 1958 году.

## Ч
- Чагда — пгт с 1941 года. Преобразован в сельский населённый пункт в 2001 году[2].

## Ы
- Ыллымах — пгт с 1978 года. Преобразован в сельский населённый пункт в 2005 году[2].
- Ыныкчанский — пгт с 1940 года. Упразднён в 2008 году.

## Э
- Эльгинский — пгт с 1958 года. Упразднён в 2008 году.
- Эльконка — пгт с 1963 года. Преобразован в сельский населённый пункт в 1981 году.
- Эмельджак — преобразован в сельский населённый пункт в 1970-е годы.

## Ю
- Юр — пгт с 1942 года. Преобразован в сельский населённый пункт в 1970-е годы.

## Я
- Якокут — пгт с 1962 года. Преобразован в сельский населённый пункт в 1993 году[2].
- Янский — пгт с 1942 года. Преобразован в сельский населённый пункт в 1960-е годы.